# Rhomphaea recurvata
Rhomphaea recurvata är en spindelart som först beskrevs av Michael Ilmari Saaristo 1978.  Rhomphaea recurvata ingår i släktet Rhomphaea och familjen klotspindlar.
Artens utbredningsområde är Seychellerna. Inga underarter finns listade i Catalogue of Life.